# کوه ته‌سونگ
تائونگسان (به لاتین: Taesongsan) یک کوه در کره شمالی است که در Taesong-guyok, Pyongyang, North Korea واقع شده‌است.